# Berggespräche
Berggespräche ist eine 45-minütige Fernsehsendung, die seit Frühjahr 2013 auf ORF III ausgestrahlt wird. Die erste Staffel (Folgen 1–14) lief bei Das Vierte. In der Sendung geht ein Moderator mit einem prominenten Gast Wandern, Skifahren oder Bergsteigen und führt mit ihm ein ausführliches und zum Teil sehr persönliches Gespräch.

## Konzept
Gäste der Sendung sind prominente Menschen aus verschiedensten Bereichen (Sport, Kultur, Society, Medien, Wissenschaft). Die Grundidee der Sendung besteht darin, mit diesen Gästen ein ausführliches und persönliches Gespräch zu führen – allerdings nicht im Studio, sondern in den Bergen, in der freien Natur. Einen Tag lang sind die Gäste mit den Kamerateams und dem Moderator der Sendung unterwegs. Durch die Zeitdauer, aber auch durch das für viele Gäste fremde Setting – und nicht zuletzt durch die teils körperliche Anstrengung des Wanderns oder Skifahrens – ergeben sich Gespräche, die so in einer herkömmlichen Studioumgebung nie möglich wären. Im Fokus steht die eigene Erfahrung, die Lebensphilosophie und Persönlichkeit des jeweiligen Gastes. Die gastgebende Region wird dabei immer wieder – auch inhaltlich – in die Sendung eingebunden. 

Ähnliche Sendungen, die ebenfalls die Verbindung von Berg und Philosophie aufzeigen, und das Wandern und Bergsteigen als Ausgangspunkt für ein tiefgehendes Interview nutzen sind Berg und Geist (3sat) und Gipfeltreffen (Bayerischer Rundfunk).

## Moderation
Die Sendungen der ersten Staffel wurden abwechselnd von Jasmin Devi und Philipp Jelinek moderiert. Von 2013, mit Beginn der 2. Staffel, bis Ende 2015 führte Nina Saurugg durch die Sendung. Mit Beginn der fünften Staffel Anfang 2016 kehrte Jasmin Devi zurück und übernahm  als alleinige Gastgeberin die Moderation der Sendung. Im Jahr 2017 wurden zwei Sendungen vom Grazer Regisseur Helmut Köpping moderiert, bevor am 14. Oktober 2017 Andreas Jäger die Moderation der Sendung übernommen hat.

## Trivia
Am 15. Februar 2020 wurde die 100. Folge der "Berggespräche" ausgestrahlt. Gast ist die Moderatorin, Schauspielerin und Kabarettistin Verena Scheitz. Für die Sendung "Eveline Wild in Sankt Kathrein am Offenegg" (Erstausstrahlung am 24. Juli 2021) stand Andreas Jäger zum 50. Mal als Moderator der "Berggespräche" vor der Kamera.  

Ab Herbst 2022 werden ausgewählte Folgen der "Berggespräche" auf KRONE TV wiederholt. Ausstrahlung ist jeweils Sonntag, 20:15 Uhr.

## Gäste und Wanderungen

### 1. Staffel (2010 / 2011)
Ausgestrahlt bei Das Vierte.
| Gast                           | Ort                        | Moderation      | Erstausstrahlung   |
| ------------------------------ | -------------------------- | --------------- | ------------------ |
| Thomas Bubendorfer             | Gasteinertal               | Philipp Jelinek | 20. August 2010    |
| Uwe Kröger                     | Tiroler Oberland           | Jasmin Devi     | 27. August 2010    |
| Anita Wachter Rainer Salzgeber | Montafon                   | Philipp Jelinek | 3. September 2010  |
| Patrice Bart-Williams          | Wipptal                    | Philipp Jelinek | 10. September 2010 |
| Johann Lafer                   | Graz                       | Jasmin Devi     | 17. September 2010 |
| Udo Wenders                    | Prägraten am Großvenediger | Jasmin Devi     | 24. September 2010 |
| Hera Lind                      | Karwendel                  | Jasmin Devi     | 1. Oktober 2010    |
| Daniel Schuhmacher             | Wildschönau                | Jasmin Devi     | 8. Oktober 2010    |
| Alfred Jaklitsch (Die Seer)    | Krippenstein               | Philipp Jelinek | 15. Oktober 2010   |
| Hans Kammerlander              | Tauferer Ahrntal           | Philipp Jelinek | 22. Oktober 2010   |
| Vanessa Neigert                | Reintal                    | Philipp Jelinek | 29. Oktober 2010   |
| Joey Kelly                     | Antholz                    | Philipp Jelinek | 17. Dezember 2010  |
| Mickie Krause                  | Rauris                     | Philipp Jelinek | 4. April 2011      |
| DJ Ötzi                        | Uttendorf (Salzburg)       | Nina Saurugg    | 8. April 2011      |

### 2. Staffel (2013)
Ausgestrahlt bei ORF III.
| Gast                   | Ort                        | Moderation   | Erstausstrahlung   |
| ---------------------- | -------------------------- | ------------ | ------------------ |
| Joesi Prokopetz        | Kufstein und Wilder Kaiser | Nina Saurugg | 15. Juni 2013      |
| Norbert Brunner        | Lech (Vorarlberg)          | Nina Saurugg | 20. Juli 2013      |
| Dirk Müller            | Ötztal                     | Nina Saurugg | 17. August 2013    |
| Gerlinde Kaltenbrunner | Pyhrn-Priel                | Nina Saurugg | 21. September 2013 |
| Maya Hakvoort          | Gasteinertal               | Nina Saurugg | 19. Oktober 2013   |
| Karim El-Gawhary       | Hintertuxer Gletscher      | Nina Saurugg | 16. November 2013  |

### 3. Staffel (2014)
Ausgestrahlt bei ORF III.
| Gast                                        | Ort                                            | Moderation   | Erstausstrahlung   |
| ------------------------------------------- | ---------------------------------------------- | ------------ | ------------------ |
| Robert Steiner                              | Mostviertel                                    | Nina Saurugg | 18. Jänner 2014    |
| Andreas Unterberger Georg Hoffmann-Ostenhof | Hochsteiermark                                 | Nina Saurugg | 15. Februar 2014   |
| Lukas Resetarits                            | St. Johann in Tirol                            | Nina Saurugg | 15. März 2014      |
| Werner Gruber                               | Wels                                           | Nina Saurugg | 19. April 2014     |
| Felix Gottwald                              | Ausseerland                                    | Nina Saurugg | 24. Mai 2014       |
| Sportfreunde Stiller                        | Achensee                                       | Nina Saurugg | 21. Juni 2014      |
| Wolfgang Kos                                | Rax                                            | Nina Saurugg | 19. Juli 2014      |
| Toni Innauer                                | Seefeld in Tirol                               | Nina Saurugg | 16. August 2014    |
| Chin Meyer                                  | Böhmerwald und Schlögener Schlinge             | Nina Saurugg | 20. September 2014 |
| Revolverheld                                | Hintertuxer Gletscher                          | Nina Saurugg | 18. Oktober 2014   |
| Erni Mangold                                | Waldviertel                                    | Nina Saurugg | 20. Dezember 2014  |
| Gery Seidl                                  | Rogner Bad Blumau und Riegersburg (Steiermark) | Nina Saurugg | 27. Dezember 2014  |

### 4. Staffel (2015)
Ausgestrahlt bei ORF III.
| Gast                   | Ort                                           | Moderation   | Erstausstrahlung   |
| ---------------------- | --------------------------------------------- | ------------ | ------------------ |
| Angelika Kirchschlager | Semmering (Niederösterreich)                  | Nina Saurugg | 21. Februar 2015   |
| Tom Strobl             | Abtenau im Tennengau im Salzburgerland        | Nina Saurugg | 28. Februar 2015   |
| Brigitte Kren          | Ski Juwel Alpbachtal und Wildschönau in Tirol | Nina Saurugg | 21. März 2015      |
| Alexander Goebel       | Naturpark Neusiedlersee – Leithagebirge       | Nina Saurugg | 18. April 2015     |
| Ryan Speedo Green      | Salzkammergut                                 | Nina Saurugg | 16. Mai 2015       |
| Peter Habeler          | Pillerseetal                                  | Nina Saurugg | 20. Juni 2015      |
| Rudolf Roubinek        | Großglockner-Hochalpenstraße                  | Nina Saurugg | 18. Juli 2015      |
| Florian Krumpöck       | Mürzzuschlag und Semmering (Niederösterreich) | Nina Saurugg | 25. Juli 2015      |
| Karl Stoss             | Montafon                                      | Nina Saurugg | 15. August 2015    |
| Gabriele Schuchter     | Untersberg                                    | Nina Saurugg | 19. September 2015 |
| Kim Lianne             | Wörthersee                                    | Nina Saurugg | 26. September 2015 |
| Monica Weinzettl       | Am Cobenzl                                    | Nina Saurugg | 17. Oktober 2015   |
| Nicolas Altstaedt      | Geschriebenstein                              | Nina Saurugg | 14. November 2015  |
| Willi Resetarits       | Werfenweng                                    | Nina Saurugg | 21. November 2015  |
| Wolfgang Pampel        | Heiligenblut am Großglockner                  | Nina Saurugg | 19. Dezember 2015  |

### 5. Staffel (2016)
Ausgestrahlt bei ORF III.
| Gast                | Ort                                 | Moderation  | Erstausstrahlung  |
| ------------------- | ----------------------------------- | ----------- | ----------------- |
| Cedrick Mugiraneza  | Pyhrn-Priel                         | Jasmin Devi | 16. Jänner 2016   |
| Klaus Eberhartinger | Bad Waltersdorf                     | Jasmin Devi | 16. April 2016    |
| Die Kernölamazonen  | Apfelland                           | Jasmin Devi | 21. Mai 2016      |
| Max Simonischek     | Almenland                           | Jasmin Devi | 28. Mai 2016      |
| Wolfgang Fasching   | Attersee                            | Jasmin Devi | 2. Juli 2016      |
| Zoë Straub          | Wachau                              | Jasmin Devi | 16. Juli 2016     |
| Herbert Steinböck   | St. Corona am Wechsel               | Jasmin Devi | 19. August 2016   |
| Lena Hoschek        | Tauplitzalm                         | Jasmin Devi | 19. August 2016   |
| Thomas Brezina      | Serfaus–Fiss–Ladis                  | Jasmin Devi | 25. August 2016   |
| Ewald Pfleger       | Veitsch und Mariazell               | Jasmin Devi | 25. August 2016   |
| Thomas Morgenstern  | Sankt Veit an der Glan und Friesach | Jasmin Devi | 15. Oktober 2016  |
| Harald Serafin      | Wien                                | Jasmin Devi | 18. Dezember 2016 |

### 6. Staffel (2017)
Ausgestrahlt bei ORF III.
| Gast               | Ort                 | Moderation     | Erstausstrahlung  |
| ------------------ | ------------------- | -------------- | ----------------- |
| Michael Ostrowski  | Graz                | Jasmin Devi    | 28. Jänner 2017   |
| Seiler und Speer   | Ramsau am Dachstein | Jasmin Devi    | 25. Februar 2017  |
| Siegfried Meryn    | Gasteinertal        | Jasmin Devi    | 11. März 2017     |
| Ursula Strauss     | Nibelungengau       | Helmut Köpping | 27. Mai 2017      |
| Hans Knauss        | Reiteralm           | Helmut Köpping | 15. Juli 2017     |
| Alexander Huber    | Kitzbüheler Alpen   | Andreas Jäger  | 14. Oktober 2017  |
| Angela Eiter       | Imst                | Andreas Jäger  | 21. Oktober 2017  |
| Christoph Strasser | Oberösterreich      | Andreas Jäger  | 15. November 2017 |
| Bernhard Eisel     | Klopeiner See       | Andreas Jäger  | 22. November 2017 |
| Eva-Maria Brem     | Alpbach             | Andreas Jäger  | 29. November 2017 |

Seit dem 14. Oktober 2017 wird die Sendung von Andreas Jäger moderiert.

### 7. Staffel (2018)
Ausgestrahlt bei ORF III.
| Gast                  | Ort                          | Moderation    | Erstausstrahlung   |
| --------------------- | ---------------------------- | ------------- | ------------------ |
| Christoph Fälbl       | Innerkrems                   | Andreas Jäger | 24. Februar 2018   |
| Andy Lee Lang         | Annaberg (Niederösterreich)  | Andreas Jäger | 3. März 2018       |
| Nina Proll            | Kühtai                       | Andreas Jäger | 17. März 2018      |
| Gregor Bloéb          | Tux (Tirol)                  | Andreas Jäger | 24. März 2018      |
| Tagträumer            | Klippitztörl                 | Andreas Jäger | 24. März 2018      |
| Gregor Seberg         | Teichalm                     | Andreas Jäger | 14. Juli 2018      |
| Kristina Sprenger     | Wipptal                      | Andreas Jäger | 21. Juli 2018      |
| Marc Digruber         | Gemeindealpe                 | Andreas Jäger | 28. Juli 2018      |
| Konrad Paul Liessmann | Heiligenblut am Großglockner | Andreas Jäger | 4. August 2018     |
| Markus Brier          | Nassfeld                     | Andreas Jäger | 11. August 2018    |
| Simon Schwarz         | Untersberg                   | Andreas Jäger | 29. September 2018 |
| Johannes Zeiler       | Hartberg und Fürstenfeld     | Andreas Jäger | 20. Oktober 2018   |
| Adi Hirschal          | Retzer Land                  | Andreas Jäger | 17. November 2018  |
| Harald Krassnitzer    | Werfen                       | Andreas Jäger | 24. November 2018  |
| Gerhard Haderer       | Bad Leonfelden               | Andreas Jäger | 1. Dezember 2018   |

### 8. Staffel (2019)
Ausgestrahlt bei ORF III.
| Gast                                             | Ort                                | Moderation    | Erstausstrahlung   |
| ------------------------------------------------ | ---------------------------------- | ------------- | ------------------ |
| Boris Bukowski                                   | Präbichl und Leoben                | Andreas Jäger | 19. Jänner 2019    |
| Gerald Fleischhacker                             | Stuhleck                           | Andreas Jäger | 16. Februar 2019   |
| Marlies Raich und Benjamin Raich                 | Pitztal                            | Andreas Jäger | 30. März 2019      |
| Pia Hierzegger                                   | Almenland                          | Andreas Jäger | 29. Juni 2019      |
| Gert Steinbäcker                                 | Weiz                               | Andreas Jäger | 6. Juli 2019       |
| Birgit Denk                                      | Hainburg an der Donau              | Andreas Jäger | 20. Juli 2019      |
| Anna Gasser                                      | Katschberg                         | Andreas Jäger | 27. Juli 2019      |
| Stefan Sagmeister                                | Lech (Vorarlberg)                  | Andreas Jäger | 24. August 2019    |
| Omar Sarsam                                      | Nockberge                          | Andreas Jäger | 14. September 2019 |
| Robert Kratky                                    | Kamptal und Wachau                 | Andreas Jäger | 21. September 2019 |
| Angelika Niedetzky                               | Großarl                            | Andreas Jäger | 28. September 2019 |
| Roland Düringer                                  | Schönberg am Kamp und Gars am Kamp | Andreas Jäger | 12. Oktober 2019   |
| Fritz Strobl                                     | Bad Waltersdorf                    | Andreas Jäger | 19. Oktober 2019   |
| Die Singenden Mönche aus dem Stift Heiligenkreuz | Tux (Tirol)                        | Andreas Jäger | 2. November 2019   |
| Wolfgang Pissecker                               | Südsteiermark                      | Andreas Jäger | 16. November 2019  |
| Nina Hartmann                                    | Hallein                            | Andreas Jäger | 23. November 2019  |

### 9. Staffel (2020)
Ausgestrahlt bei ORF III.
| Gast               | Ort                                  | Moderation    | Erstausstrahlung   |
| ------------------ | ------------------------------------ | ------------- | ------------------ |
| Franz Klammer      | Bad Kleinkirchheim                   | Andreas Jäger | 1. Februar 2020    |
| Norbert Oberhauser | Schischaukel Mönichkirchen-Mariensee | Andreas Jäger | 8. Februar 2020    |
| Verena Scheitz     | Skigebiet Großeck-Speiereck          | Andreas Jäger | 15. Februar 2020   |
| Harry Prünster     | Silberregion Karwendel               | Andreas Jäger | 27. Juni 2020      |
| Thomas Maurer      | Wagram (Niederösterreich)            | Andreas Jäger | 4. Juli 2020       |
| Viktor Gernot      | Stubaital                            | Andreas Jäger | 11. Juli 2020      |
| Manuel Horeth      | St. Anton am Arlberg                 | Andreas Jäger | 25. Juli 2020      |
| Peter Filzmaier    | Tux (Tirol)                          | Andreas Jäger | 1. August 2020     |
| Elisabeth Görgl    | Hochschwab                           | Andreas Jäger | 8. August 2020     |
| Manuel Rubey       | Waldheimat Semmering Veitsch         | Andreas Jäger | 22. August 2020    |
| Martin Puntigam    | Pöllauer Tal                         | Andreas Jäger | 26. September 2020 |

### 10. Staffel (2021)
Ausgestrahlt bei ORF III.
| Gast                     | Ort                        | Moderation    | Erstausstrahlung   |
| ------------------------ | -------------------------- | ------------- | ------------------ |
| Alexander Fankhauser     | Fügen (Tirol)              | Andreas Jäger | 3. Juli 2021       |
| Thomas Stipsits          | Südburgenland              | Andreas Jäger | 17. Juli 2021      |
| Eveline Wild             | Sankt Kathrein am Offenegg | Andreas Jäger | 24. Juli 2021      |
| Fritz Egger              | Bischofshofen              | Andreas Jäger | 31. Juli 2021      |
| Günther Paal             | Gmünd in Kärnten           | Andreas Jäger | 14. August 2021    |
| Johannes Silberschneider | Pöllauer Tal               | Andreas Jäger | 28. August 2021    |
| Marcus Wadsak            | Wildnisgebiet Dürrenstein  | Andreas Jäger | 4. September 2021  |
| Franzobel                | Attersee                   | Andreas Jäger | 11. September 2021 |

### 11. Staffel (2022)
Ausgestrahlt bei ORF III.
| Gast                   | Ort                         | Moderation    | Erstausstrahlung  |
| ---------------------- | --------------------------- | ------------- | ----------------- |
| Ferry Öllinger         | Johannesweg, Oberösterreich | Andreas Jäger | 2. Juli 2022      |
| Gerlinde Kaltenbrunner | Nationalpark Kalkalpen      | Andreas Jäger | 9. Juli 2022      |
| Cornelius Obonya       | Wiener Alpen                | Andreas Jäger | 3. September 2022 |